# Douepea arabica
Douepea arabica là một loài thực vật có hoa trong họ Cải. Loài này được (Hedge & Kit Tan) O.Appel & Al-Shehbaz mô tả khoa học đầu tiên năm 2001.